# Poličnik
Poličnik (ital. Polisano) ist eine Gemeinde in Kroatien.

## Lage und Einwohner
Poličnik liegt 8 km nordöstlich von Zadar in der Mitte der Region Ravni kotari.
Die Gemeinde besteht aus den zehn Orten Briševo, Dračevac Ninski, Gornji Poličnik, Lovinac, Murvica, Murvica Gornja, Poličnik, Suhovare, Rupalj und Visočane und hat 4469 Einwohner, wovon allein 1035 im Hauptort Poličnik leben (Volkszählung 2011).

## Weblink
- Website der Gemeinde kroatisch